# Pantograf (żeglarstwo)

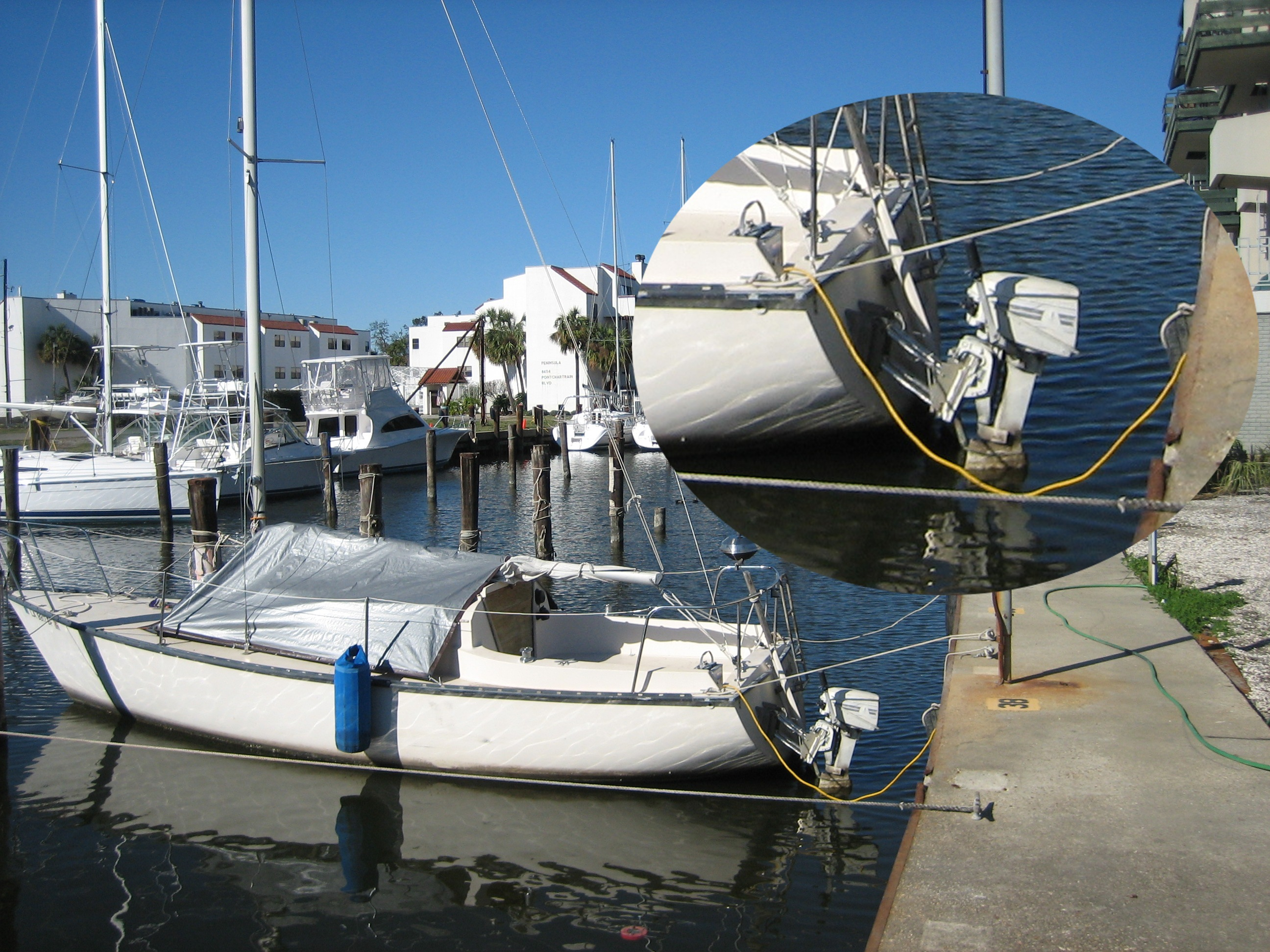
Silnik przyczepny zamocowany na pantografie, opuszczony

Pantograf - urządzenie służące do mocowania silnika przyczepnego na małych jachtach żaglowych. Najczęściej przykręcony jest do pawęży obok urządzenia sterowego. Umożliwia podniesienie silnika i śruby nad wodę.
Może służyć jako podpórka przy opuszczaniu masztu.